# Arctosa subamylacea
Arctosa subamylacea este o specie de păianjeni din genul Arctosa, familia Lycosidae, descrisă de Friedrich Wilhelm Bösenberg și Strand, 1906. Conform Catalogue of Life specia Arctosa subamylacea nu are subspecii cunoscute.